# Winterbucht
Winterbucht (Originaltitel „Vinterviken“) ist ein Jugendbuch von Mats Wahl, das erstmals 1993 in Schweden erschienen ist; 1995 erschien es auf Deutsch. Das Buch wurde 1996 mit dem Deutschen Jugendliteraturpreis ausgezeichnet.

## Inhalt
John-John Sundberg und sein bester Freund „Fighter“ leben im Stockholmer Stadtteil Aspudden.
Eines Tages klauen die beiden ein Kanu und paddeln auf die andere Seite der Bucht „Vinterviken“ („Winterbucht“). Dort retten sie ein zehnjähriges Mädchen vor dem Ertrinken. Die Familie der kleinen Patricia ist so dankbar, dass sie John-John und Fighter mit nach Hause nimmt. Dort treffen die beiden auf Patricias Schwester Elisabeth und John-John verliebt sich beim ersten Anblick sofort in sie. John-John und Fighter erhalten von Patricias Vater eine Belohnung und verlassen die Villa wieder.
Doch die beiden Schüler haben gesehen, wie reich Patricias Familie ist, und beschließen, zur Villa zurückzukehren, um dort einzubrechen. Sie dringen in das Haus ein, durchsuchen dort jedes Zimmer und nehmen einige Gegenstände mit, unter anderem einen Revolver.
Als Reaktion auf den Kanudiebstahl setzt John-Johns Großmutter ihn vor die Tür und er zieht zurück zu seiner Mutter. Dort benutzt er den gestohlenen Revolver, um seinen Stiefvater Rolf (den er nur „Scheißhaufen“ nennt) aus der Wohnung zu werfen, nachdem John-John ihn beim Sex mit seiner Schwester Lena erwischt hat. Nach diesen Vorfällen sind die Sommerferien vergangen und John-John muss wieder in die Schule.
In diesem Schuljahr beginnt er an einer Schauspielschule. Das Talent zum Schauspielen hat er von seinem Vater geerbt. Dieser lebt und arbeitet in New York City an einem Schauspielhaus. Als John-John seine Klasse gefunden hat, muss er zu seiner Überraschung feststellen, mit Elisabeth in einer Klasse zu sein. Da sie im Unterricht viel zusammenarbeiten, kommen sich John-John und Elisabeth rasch näher. Elisabeth erzählt John-John von dem Einbruch in die Villa, und dass die Gemälde „Olle Olsson“ und „Grünewald“ im Wert von vierhunderttausend Kronen gestohlen worden seien. John-John reagiert geschockt auf das Gesagte, da er und „Fighter“ keine Bilder entwendet hatten.
Im Herbst feiert Patricia ihren 10. Geburtstag und John-John ist eingeladen. Er wird der Verwandtschaft vorgestellt, und es wird allen erzählt, wie er Patricia gerettet hat. Nach einer Weile zeigt Patricia John-John die restlichen Räume des Hauses. Sie hat einen Ball bekommen, mit dem sie die ganze Zeit spielt, bis er unter das Bett der Eltern rollt. John-John holt ihn unter dem Bett hervor und findet dort die beiden angeblich gestohlenen Bilder. Er schweigt aber und verlässt das Haus. Patricia schenkt ihm noch zwei Freikarten für einen Vergnügungspark.
In der Schule geht es nun um Hamlet und Ödipus, die Gruppe soll eine Szene vorbereiten und spielen. John-John gefällt der „alte Kram“ (Zitat Seite 165 Mats Wahl Winterbucht; Auflage 2006) nicht. Am Abend wird er von seinem Stiefvater Rolf überfallen, der sich für den Hinauswurf rächen will. Rolf und ein Kumpel verprügeln John-John, der sich nur dadurch zu retten weiß, dass er den beiden von den Bildern in der Villa erzählt und die beiden Kleinkriminellen glauben lässt, dort leichte Beute machen zu können.
Eines Nachts sehnt sich John-John nach Elisabeth und er geht zu ihrem Haus. Dort steigt er die Feuerleiter hoch und sie verbringen die ganze Nacht zusammen. An einem Samstag geht das Liebespaar in den Vergnügungspark und sie verbringen dort einen wunderschönen Nachmittag. John-John glaubt seinen Augen nicht zu trauen, als er Rolf und Lena zusammen sieht. Nach dem Besuch des Vergnügungsparks sind die beiden noch bei Elisabeth zu Hause. John-John will auch das erste Mal Sex mit Elisabeth haben, doch diese willigt nicht ein (vgl. 230–238 Mats Wahl Winterbucht; Auflage 2006).
An einem klaren Herbsttag kommt Elisabeth nicht zur Schule. Keiner weiß, was mit ihr los ist. Am Abend ruft John-John seine Freundin an, um sie zu fragen, warum sie die Schule heute nicht besucht hat. Sie erklärte ihm: „Ich habe heute morgen verschlafen. Das passiert mir sonst nie. […] Ich wollte gerade ins Badezimmer gehen, als ich Geräusche aus Frederiks Zimmer kommen hörte. […] Was zum Teufel machen sie hier! […] Ich habe mir Frederiks Baseballschläger geschnappt und ihm eins übergezogen“(Seite 263 Mats Wahl Winterbucht; Auflage 2006). John-John weiß sofort, dass sie Rolf beim Einbrechen erwischt hat.
Nach einigen Tagen im Krankenhaus wird Rolf entlassen. Bei der Entlassung trifft John-John auf Elisabeth und ihre Mutter. Sie versteht sofort, wie John-John und Rolf zueinander stehen und verlässt fluchtartig das Krankenhaus. John-Johns Versuche, Elisabeth die Zusammenhänge zu erklären, werden von ihr abgeblockt. Sie bricht den Kontakt zu John-John vollständig ab.
Es wird Winter und „Fighter“ kommt zu John-John, um ihm zu erzählen, dass er in Schwierigkeiten stecke. Fighter hat sich einer rechtsextremen Bande, den „Werwölfen“, angeschlossen. Als er aussteigen will, wird er bedroht und fürchtet um sein Leben. John-John zögert zunächst, ihm Glauben zu schenken, kann sich aber durch eigene Nachforschungen davon überzeugen, dass Fighters Angst berechtigt ist. Es kommt zu einem lebensgefährlichen Showdown, bei dem John-John und Fighter auf der Flucht vor den „Werwölfen“ von Eisscholle zu Eisscholle springend die Winterbucht überqueren. Die weniger ortskundigen Verfolger rutschen ins eiskalte Wasser und werden von einem Schiff überfahren.
Der Roman endet mit der Versöhnung von John-John und Elisabeth. Seine unermüdlichen Versuche, Elisabeth von seiner Liebe zu überzeugen, führen schließlich zum Erfolg.

## Verfilmung
1996 wurde das Buch vom schwedischen Regisseur Harald Hamrell verfilmt. Für das Drehbuch waren der Regisseur selbst, sowie Sara Heldt und der Buchautor Mats Wahl verantwortlich. 2021 wurde das Buch erneut verfilmt. Der Film erschien zuerst bei Netflix.

## Fortsetzung
Mats Wahl schrieb noch zwei Bücher, die die Geschichte von John-John und Fighter fortsetzen:

### Bis zum Showdown
„Bis zum Showdown“, indem John-John und Fighter sich bei einem Einbruch das falsche Haus aussuchen: Lotta und Nisse, die Eigentümer der Wohnung, brauchen einen dritten Mann für eine Entführung und zwingen John John, mitzumachen. Vermutlich haben sie Fighter gleich umgebracht – John John hat keine Chance gegen sie. Die geplante große Sache läuft aus dem Ruder und John-John findet sich gut bewacht und mit Handschellen an das entführte Mädchen gekettet wieder. Den beiden gelingt unter abenteuerlichen Umständen die Flucht, und eine eigentümliche Beziehung entsteht zwischen ihnen, die nun von den Gangstern und der Polizei gleichzeitig gejagt werden.
Am Ende wird John John unsanft klargemacht, dass es nicht um Schuld oder Wahrheit geht, sondern nur darum, die Ereignisse mediengerecht und meistbietend zu vermarkten. Am Schluss des Buches wird John-John als Mittäter verhaftet.

### John-John
Das Buch „John-John“ schließt direkt an die Handlung des Romans „Bis zum Showdown“ an: John-John wartet auf sein Gerichtsverfahren. Bis dahin hat er viel Zeit zum Nachdenken. Er trifft sich mit Leuten, kann mit ihnen reden, lässt Erinnerungen aufleben, nimmt Jobs an und versucht, die erlebten Schrecken zu verarbeiten. Ganz wichtig sind der Schauspielunterricht, den er wieder aufgenommen hat, und die Proben zu Tschechows „Die Möwe“. John-John wohnt unter einer Deckadresse und hat keine eigenen Einkünfte. Die Tageszeitung will ihn zu einem Jugend-Idol aufbauen und bietet ihm Geld für ein Interview. Doch das vom Reporter selbst formulierte Interview bringt John-John nur in neue Schwierigkeiten.
Zusätzlich zu seinen regelmäßigen Theaterproben kümmert John-John sich um Gustav. Die Eltern des 11-jährigen haben den jungen Mann als Kinderbetreuer eingestellt, weil sie sich einen positiven Einfluss auf ihren schwierigen Sohn erhoffen. Gustav hat einen merkwürdigen Hang zu Kriegs-Dokumentationen und ist in der Schule schon unangenehm aufgefallen. Außerdem hängt John-John immer noch an seiner großen Liebe Elisabeth, ist sich aber unsicher, ob sie noch Interesse an ihm hat.